# Egesommerfugl
Egesommerfugl (Satyrium ilicis) er en sommerfugl i blåfuglefamilien. Den er især udbredt i Mellem- og Sydeuropa over Lilleasien til Mellemøsten. I Danmark, der ligger nær artens nordgrænse, er den kendt fra nogle få jyske egekrat. Larven lever på eg, mest små træer.

## Billeder
- Egesommerfugl